# تپه رشیدآباد ۱
تپه رشید آباد ۱ مربوط به عصر آهن دو I - دوره اشکانیان است و در شهرستان دورود، بخش سیلاخور، دهستان سیلاخور، ۳۰۰ متری جنوب روستای لبان سفلی واقع شده و این اثر در تاریخ ۲۳ بهمن ۱۳۸۵ با شمارهٔ ثبت ۱۷۲۰۵ به‌عنوان یکی از آثار ملی ایران به ثبت رسیده است.